# Muzeum im. Jacka Malczewskiego w Radomiu
Muzeum im. Jacka Malczewskiego – instytucja kultury województwa mazowieckiego z siedzibą w Radomiu, utworzona w 1923. Główne cele statutowe placówki to gromadzenie, zabezpieczanie, naukowe opracowywanie oraz prezentacja dóbr kultury polskiej w zakresie archeologii, historii, literatury, przyrody i sztuki.

## Historia[3]

### Zabór rosyjskiiI wojna światowa
Początki Muzeum sięgają roku 1913, kiedy z inicjatywy księdza Jana Wiśniewskiego radomski oddział Polskiego Towarzystwa Krajoznawczego podjął starania zmierzające ku utworzeniu w Radomiu muzeum. Rdzeniem pierwotnych zbiorów placówki była kolekcja należąca do ks. Wiśniewskiego, przekazana Towarzystwu pod warunkiem otwarcia w ciągu roku instytucji o charakterze muzealnym.
Wybuch I wojny światowej zahamował proces tworzenia muzeum. W celu zapobieżenia rozproszeniu kolekcja ks. Wiśniewskiego została podzielona i ukryta w prywatnych mieszkaniach.

### II Rzeczpospolita
Po okresie niepokojów związanych z wojną polsko-bolszewicką 1920 roku rozpoczęto rewindykację obiektów z rozdzielonej kolekcji. 18 marca 1923 roku otworzono w dawnym gmachu komisji województwa sandomierskiego przy ulicy Żeromskiego 54 pierwszą regionalną placówkę muzealną na terenie Radomia.
W okresie międzywojennym Muzeum często zmieniało siedzibę. Od 1925 zbiory udostępniano publiczności w pałacyku Balińskich-Hemplów przy ulicy Żeromskiego 46. W marcu 1930 roku instytucję ulokowano w budynku przy ulicy Poniatowskiego 6, należącym do Państwowej Wytwórni Broni. Wobec systematycznego uzupełniania zbiorów dotychczasowa siedziba okazała się zbyt mała. Przed wybuchem II wojny światowej Muzeum jeszcze raz zmieniło swoją siedzibę przenosząc się do kamienicy przy ulicy Grodziej 8.

### II wojna światowa
W związku z wkroczeniem Niemców do Radomia dnia 8 września 1939, zbiory Muzeum zostały przeniesione do budynku przy ulicy Żeromskiego 9. W latach 1939–1942 inwentaryzację zdeponowanych tam muzealiów prowadził, pracując pod nadzorem służb niemieckich, Stanisław Trzebiński, zamordowany w Oświęcimiu w 1943 roku. Od 1942 do końca niemieckiej okupacji zbiory Muzeum były dostępne tylko dla ludności niemieckiej.

### PRL
16 stycznia 1945 roku, po wyzwoleniu miasta przez Armię Czerwoną, muzeum wznowiło działalność w swojej dotychczasowej siedzibie. W maju tego roku instytucję przeniesiono do, opuszczonego przez zlikwidowany w 1944 Bank Handlowy, budynku przy ulicy Piłsudskiego 12.
W tym samym czasie dokonano reorganizacji placówki – nadano jej nazwę Muzeum Miejskiego, podporządkowano Zarządowi Miejskiemu i podzielono na 4 działy: archeologii, historii, sztuki oraz administracyjny. Muzeum Miejskiemu podporządkowano obszar Radomia i powiatów iłżeckiego, koneckiego, kozienickiego, opoczyńskiego i radomskiego.
W 1949 w związku z podjętymi przez rząd działaniami mającymi na celu zniesienie samorządu terytorialnego w Polsce Muzeum Miejskie, jako instytucja podległa Zarządowi Miejskiemu, zostało znacjonalizowane i podporządkowane administracyjnie Muzeum Świętokrzyskiemu w Kielcach. W 1958 roku muzeum zostało podporządkowane miejskiej Radzie Narodowej i przemianowane na Muzeum Regionalne. W tym okresie nastąpił dalszy rozwój placówki i jej reorganizacja. W latach 1952–1965 powstały działy archeologiczny, etnograficzny i oświatowy.
Kolejne przekształcenie formalne Muzeum miało związek z utworzeniem w 1975 roku województwa radomskiego. Na podstawie Zarządzenia Nr. 11 Wojewody Radomskiego z dnia 1.07.1975 r. Muzeum Regionalne przekształcono w Muzeum Okręgowe, obejmujące swoją działalnością obszar nowo powstałego województwa radomskiego.
1 lipca 1976 roku Muzeum otrzymało do dyspozycji gmach dawnego kolegium oo. Pijarów usytuowany na Rynku Miasta Kazimierzowskiego, do którego wprowadziło się częściowo w 1987 roku.

### III Rzeczpospolita
W 1991 roku Muzeum Okręgowe całkowicie przeniosło się do nowej siedziby. W 1990 roku powstało, podległe Muzeum Okręgowemu, Muzeum Sztuki Współczesnej. Siedzibą nowej placówki są domy Gąski i Esterki znajdujące się przy radomskim Rynku (w związku z utworzeniem w grudniu 2005 Mazowieckiego Centrum Sztuki Współczesnej „Elektrownia”, planuje się likwidację MSW i przekazanie większej części jego zbiorów MCSW „Elektrownia”). Na mocy uchwały Zarządu Województwa Mazowieckiego z 1999 muzeum utraciło status okręgowego i przyjęło obecną nazwę.

## Założenia programowe
Zgodnie ze statutem przyjętym 3 listopada 1999 Muzeum im. Jacka Malczewskiego pełni funkcję ochronną (m.in. gromadzenie, naukowe opracowywanie, konserwacja różnego rodzaju dzieł kultury polskiej) oraz edukacyjno-popularyzatorską (urządzanie wystaw, prowadzenie badań naukowych i działalności wydawniczej).

## Działy merytoryczne

### Dział Sztuki Dawnej
Dział Sztuki Dawnej jest jednym z głównych działów muzeum. W skład kolekcji liczącej około 3 tys. obiektów wchodzi malarstwo, rysunek i grafika, rzeźba oraz rzemiosło artystyczne. Dział dzieli się na sekcje odpowiadające nazwą zakresowi zbiorów. Wybrane kolekcje wchodzące w skład Działu Sztuki Dawnej:
- Kolekcja malarstwa

Malarstwo XIX wieku reprezentowane jest przede wszystkim przez artystów związanych ze środowiskiem warszawskim (m.in. Rafał Hadziewicz, Wojciech Gerson, Franciszek Kostrzewski. Szkołę monachijską reprezentują dzieła m.in. Józefa Brandta (rodzinnie związanego z Radomiem), Józefa Chełmońskiego, Władysława Czachórskiego, Włodzimierza Łosia czy Władysława Malenickiego.
Malarstwo modernistyczne z przełomu XIX i XX w. reprezentują prace autorstwa m.in. Jana Stanisławskiego, Leona Wyczółkowskiego, Stanisława Wyspiańskiego, Konrada Krzyżanowskiego, Wojciecha Weissa, ale przede wszystkim licząca 42 dzieła (co czyni ją czwartą co do wielkości w Polsce, po Muzeach Narodowych w Warszawie, Krakowie i Poznaniu) kolekcja obrazów Jacka Malczewskiego. Na wystawie stałej poświęconej twórczości artysty prace prezentowane są w układzie chronologicznym (od XIX w. do lat 20. X w.), co umożliwia prześledzenie rozwoju jego warsztatu malarskiego. Najbardziej znanymi symbolistycznymi dziełami Malczewskiego z radomskiej kolekcji są Zatruta studnia z chimerą, Autoportret z Muzą oraz Zatruta studnia z autoportretem.
Dwudziestolecie międzywojenne reprezentują dzieła m.in. Zygmunta Waliszewskiego, Henryka Stażewskiego, Tytusa Czyżewskiego, Zbigniewa Pronaszki, Witkacego czy Rafała Malczewskiego. W skład kolekcji międzywojennej wchodzą także prace twórców tego okresu działających w Radomiu, m.in. Jana Karmańskiego, Hipolita Pinko, Władysława Mikosa czy Jędrzeja Krysińskiego.
- Kolekcja rysunku i grafiki

Najcenniejszym bodaj obiektem z kolekcji rysunku jest Portret Samuela Bogusława Lindego wykonany przez młodego Fryderyka Chopina. Wyróżniają się także kolekcja 50 rysunków i 6 szkicowników z ok. 120 pracami Józefa Brandta oraz zbiór 50 rysunków i szkicownik Jacka Malczewskiego. Technikę reprezentują również prace m.in. Alfonsa Karpińskiego, Apoloniusza Kędzierskiego, Józefa Mehoffera, Wojciecha Weissa oraz Leona Wyczółkowskiego. Najcenniejsze grafiki wchodzące w skład kolekcji Muzeum im. J. Malczewskiego to pochodzące z II poł. XVII w. miedzioryty autorstwa Dahlberga: Król Szwedzki przyjmuje legata polskiego w obozie pod Kołem i Wojska szwedzkie pod Zawichostem w 1657 r.
- Kolekcja rzemiosła artystycznego

Gros zbiorów rzemiosła artystycznego stanowi ceramika wytwórni polskich i obcych. Do najciekawszych obiektów z tej kategorii należą zabytki pochodzące z lokalnych wytwórni, m.in. z fabryki porcelany w Jedlni czy Iłży oraz niemieckie i angielskie fajanse. Liczną grupę stanowią także meble z XVIII i XIX w. W skład kolekcji chodzą również srebra, szkło i tkaniny.

### Dział Archeologii[13]
Dział Archeologii zajmuje się gromadzeniem i dokumentacją znalezisk archeologicznych z obszaru ograniczonego rzekami Wisłą, Pilicą oraz Kamienną oraz prowadzeniem prac wykopaliskowych i innego rodzaju badań archeologicznych na tym obszarze.
Przedmioty wchodzące w skład kolekcji Działu Archeologii pochodzą z okresu od starszej epoki kamienia do czasów nowożytnych włącznie. Szczególnie cenne są zabytki krzemienne z paleolitu. Równie istotne są znaleziska z epoki brązu – wyposażenie grobu z miejscowości Mokrzec (kultura protomierzanowicka), tzw. „skarb z Pogroszyna” (biżuteria brązowa, kultura trzciniecka) czy obiekty pochodzące z cmentarzysk kultury łużyckiej.
Epokę żelaza reprezentuje w zbiorach obszerna kolekcja znalezisk z okresu kultury grobów kloszowych oraz znaleziska kultury przeworskiej, stanowiące cenny materiał do badań nad tą kulturą archeologiczną.
Zbiory wczesnośredniowieczne reprezentowane są przede wszystkim przez znaleziska pochodzące z wykopalisk prowadzonych na terenie Radomia (głównie badania osad wczesnośredniowiecznych w dolinie rzeki Mlecznej, grodziska Piotrówka oraz kościoła św. Wacława. Region reprezentują przedmioty pochodzące z wykopalisk m.in. w Rajcu Poduchownym.
Okres nowożytny reprezentowany jest przez materiały pochodzące z wykopalisk z terenu Radomia (m.in. d. kolegium oo. Pojarów, d. zamek królewski). W kontekście regionu ciekawa jest m.in. kolekcja kafli z zamku w Drzewicy oraz zabytki pochodzące z miejsc związanych z Janem Kochanowskim (m.in. Czarnolas, Szycyna oraz Zwoleń).

### Dział Przyrody[14]
Podwaliny dzisiejszych zbiorów przyrodniczych radomskiego muzeum stanowią dziewiętnastowieczne kolekcje gromadzone przez różnego rodzaju organizacje i instytucje publiczne (np. Polskie Towarzystwo Krajoznawcze i Wydział Leśny Zarządu Dóbr Państwowych).
Wydział Przyrody posiada zbiory z zakresu botaniki, entomologii, oologii, ornitologii, paleontologii oraz zoologii. Interesujące są również zbiory zielnikowe (m.in. tzw. „Zielnika Rodziny Dąbkowskich”), w których znajdują się okazy np. z Laponii. Są one zgromadzone w kolekcjach, z których najcenniejsze to m.in. zbiór jaj ptasich Leopolda Pac-Pomarnackiego oraz okazy fauny z Ameryki Północnej, Azji czy Afryki. Interesujący jest zbiór owadów występujących lokalnie w regionie radomskim. Zbiory paleontologiczne reprezentują głównie znaleziska z regionu radomskiego (m.in. ciosy i zęby mamuta znalezione podczas budowy Fabryki Broni w 1923), ale też z Kielecczyzny (m.in. amonity z Gór Świętokrzyskich).
Kolekcja przyrodnicza radomskiego muzeum jest druga pod względem wielkości na Mazowszu (po zbiorach Muzeum i Instytutu Zoologii PAN w Warszawie).

### Dział Historii[16][17]
Dział Historii zajmuje się gromadzeniem obiektów bezpośrednio związanych z historią Radomia i regionu. W skład kolekcji liczącej około 4 tys. obiektów wchodzą materiały archiwalne, obrazy, fotografie, pocztówki, zabytki lokalnego rzemiosła, sztandary, tkaniny i inne przedmioty o wartości artystycznej bądź pamiątkowej. Zbiory pogrupowane są w sekcjach historycznej, numizmatycznej oraz, stanowiącej odrębną część kolekcji, sekcji militariów.
- Sekcja historyczna

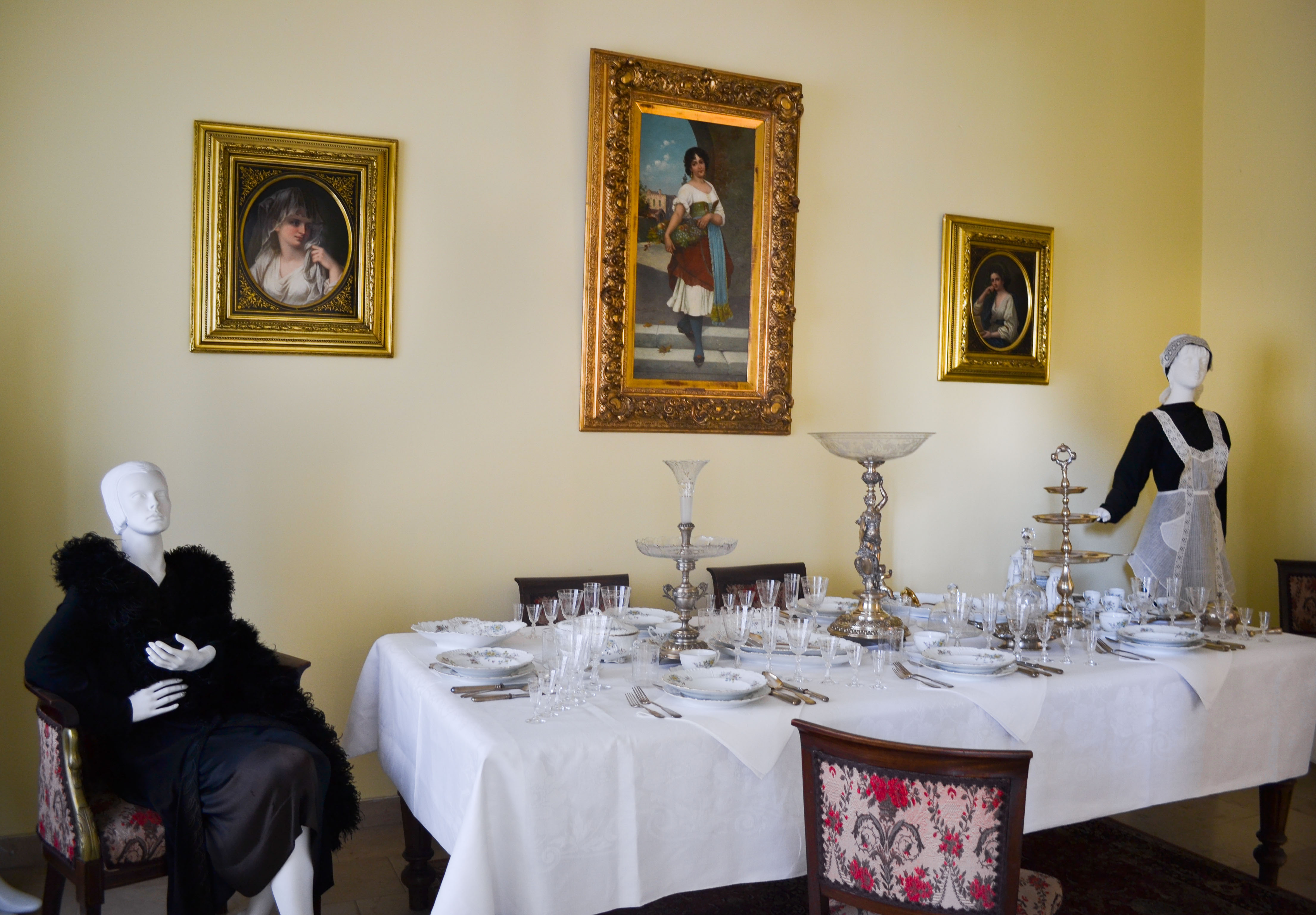
Fragment wystawy Kolekcja rodziny Pinno.

Kolekcję sekcji historycznej tworzą materiały pisane, ikonografia oraz różnego rodzaju realia. Z materiałów pisanych na szczególną uwagę zasługują dokumenty pochodzące z kancelarii królewskich, druki z okresu insurekcji kościuszkowskiej oraz dokumenty dotyczące powstania styczniowego. Gros zbiorów ikonograficznych stanowi dokumentacja fotograficzna dwudziestowiecznego Radomia. Realia reprezentowane są przede wszystkim przez dzieła radomskiego rzemiosła, sztandary, różnego rodzaju utensylia i przedmioty pamiątkowe. Niezwykle cenną dla Radomia częścią zbiorów jest ofiarowana muzeum przez Andrzeja Pinno tzw. Kolekcja rodziny Pinno – zbiór ok. 700 obiektów artystycznych i użytkowych, stanowiących wyposażenie typowego mieszkania mieszczańskiego w Radomiu II poł. XIX i początku XX w.
- Gabinet Numizmatyczny

Sekcja numizmatyczna zawiera przedmioty z zakresu numizmatyki, medalierstwa, falerystyki i sfragistyki. Największe są zbiory numizmatyczne, w skład których wchodzą banknoty, monety polskie i obce z okresu od średniowiecza do współczesności oraz papiery wartościowe (wydawane głównie przez instytucje działające na obszarze Radomia, np. Radomskie Towarzystwo Kredytowe czy Radomskie Towarzystwo Elektryczne). Zbiory falerystyczne reprezentują ordery i odznaczenia państwowe, zbiór odznak wojskowych oraz odznaki organizacji i stowarzyszeń. Sfragistyka to przede wszystkim różnego rodzaju tłoki pieczętne (urzędowej, firmowe i prywatne) z XIX i XX w. Najciekawszymi są należące do szkoły pijarskiej w Radomiu oraz prefekta departamentu radomskiego z okresu Księstwa Warszawskiego.
- Sekcja militariów

Kolekcja militariów liczy ok. 300 okazów broni białej, palnej, umundurowania i sprzętów wojskowych z XIX i XX w.

### Dział Sztuki Nieprofesjonalnej
Gromadzona od 1979 kolekcja malarstwa nieprofesjonalnego liczy około 500 obiektów reprezentujących całość nurtów występujących w tej dziedzinie. Kolekcja obejmuje prace wielu wybitnych autorów, m.in. Teofila Ociepki, Nikifora, Ludwika Holesza, Władysława Rząba, Jarosława Miklasiewicza, Edmunda Monsiela, Władysława Wałęgi oraz ok. pięćdziesięciu innych.

## Biblioteka[18]

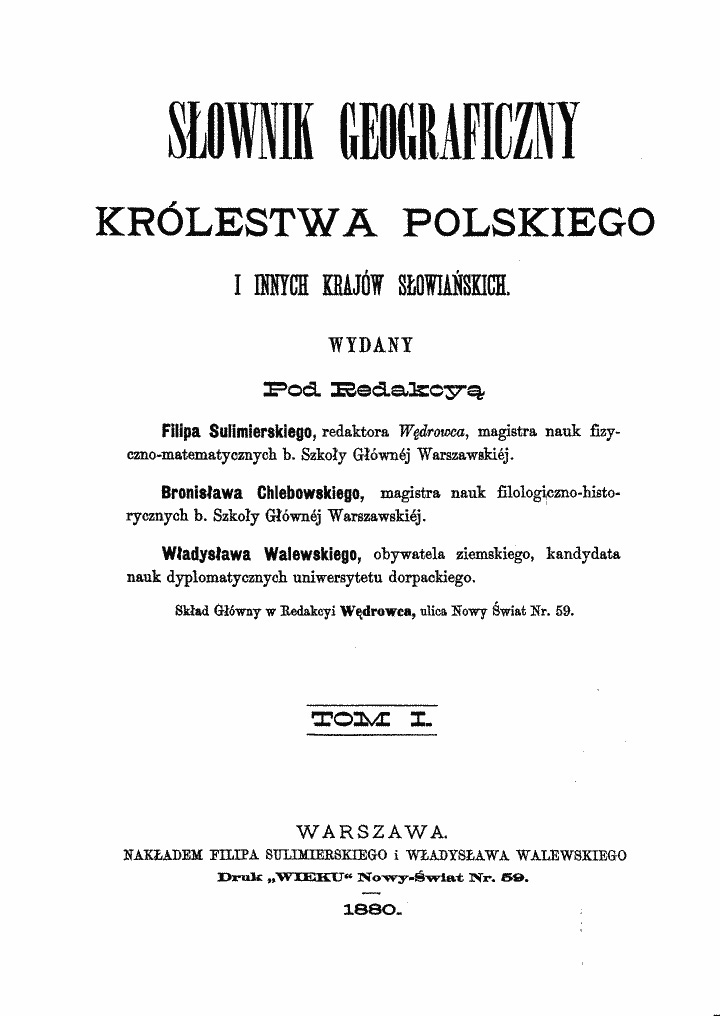
Karta tytułowa Słownika geograficznego Królestwa Polskiego i innych krajów słowiańskich.

Biblioteka Muzeum im. Jacka Malczewskiego ma charakter naukowy i gromadzi publikacje z zakresu sztuki, historii i jej nauk pomocniczych, archeologii, muzealnictwa, konserwatorstwa i ochrony zabytków, etnografii, wojskowości i przyrody. Na zasób biblioteki składa się ok. 24 tys. woluminów, z czego ok. 17 tys. stanowią wydawnictwa zwarte, a ok. 3,5 tys. czasopisma. Istotny zbiór stanowi kolekcja kartograficzna, w skład której wchodzą obiekty z okresu od XVIII do XX w.
Szczególnie cenne są zbiory specjalne, których większość stanowią konstytucje sejmowe, przywileje i inne wytwory administracji państwowej z XVIII w. Na szczególną uwagę zasługują tu starodruki z okresu od XVI do XVIII w., m.in. Psalmy J. Kochanowskiego (wyd. 1639) czy Zośka, czyli wieyskie zaloty S. Szymańskiego (wyd. 1784) – pozycja istniejąca tylko w dwóch egzemplarzach (drugi posiada Biblioteka Książąt Czartoryskich w Krakowie).
Cenne są również oryginalne wydawnictwa dziewiętnastowieczne, m.in. Słownik geograficzny Królestwa Polskiego czy Encyklopedia Kościelna podług Teologicznej Encyklopedii Wetzera i Weltego. Do tej grupy zaliczają się również egzemplarze ofiarowane radomskiemu PTK przez ks. Jana Wiśniewskiego w 1913. Są to m.in. podstawowe publikacje dotyczące historii Radomia i regionu – Dekanaty J. Wiśniewskiego i Monografia historyczna miasta Radomia Jana Lubońskiego.
Biblioteka posiada również obszerne zbiory prasy regionalnej i krajowej. Wydawnictwa dotyczące Radomia i regionu to przede wszystkim Dziennik Departamentowy Radomski – dziennik urzędowy, którego tytuł zmieniał się w zależności od sytuacji politycznej oraz większość roczników Gazety Radomskiej (1884-1917). Prasa centralna reprezentowana jest w zbiorach przez serie Biblioteki Warszawskiej, Dziennika Praw, Chimery oraz komplet Dziennika Urzędowego Rzeczypospolitej Polskiej z okresu II Rzeczypospolitej.

## Pracownia konserwacji dzieł sztuki[19]
Funkcjonująca od 1992 przy radomskim muzeum pracownia konserwatorska powstała w 1965 jako Okręgowa Pracownia Konserwacji Dzieł Sztuki w Szydłowcu i pełniła funkcje międzywojewódzkiej pracowni konserwatorskiej. Po przeniesieniu do Radomia jej podstawowym zadaniem jest specjalistyczna opieka nad zbiorami muzeum. W latach 1992–2007 w pracowni zabiegom konserwatorskim poddano ok. 2 tys. eksponatów, nie tylko z Radomia, ale z całego regionu, a także z innych miast, m.in. Warszawy, Krakowa, Wrocławia, Torunia i in. Konserwatorzy z radomskiej jednostki pracowali także przy renowacji wielkoformatowych dzieł ze zbiorów lwowskich (m.in. Panorama Warszawy czy Panorama Lwowa).

## Oddziały

### Muzeum Jana Kochanowskiego w Czarnolesie
Muzeum Jana Kochanowskiego w Czarnolesie było oddziałem zamiejscowym Muzeum im. Jacka Malczewskiego w Radomiu. Ne ekspozycji prezentowany jest dorobek twórczy Jana Kochanowskiego i kultura szesnastowiecznej Polski Od 14 lutego 2020 roku jest samodzielną instytucją kultury. 

### Muzeum Sztuki Współczesnej w Radomiu
Utworzona w 1990 placówka zajmowała się gromadzeniem i prezentowaniem dzieł polskich artystów powstałych po 1945. W bogatych zbiorach znajdują się obrazy m.in. Nowosielskiego, Brzozowskiego, Tchórzewskiego, Fangora i wielu innych wybitnych współczesnych twórców. W związku z wielkością kolekcji i brakiem wystarczających powierzchni wystawienniczych w 2005 utworzono MCSW „Elektrownia”, któremu przekazano w depozyt zbiory sztuki współczesnej będące własnością Muzeum im. Jacka Malczewskiego w Radomiu. W Domach Gąski i Esterki planowane jest urządzenie ekspozycji pt. "Muzeum historii Radomia".

## Siedziba
Pierwszym miejscem gdzie prezentowano zbiory radomskiego muzeum była sala w gmachu Starostwa Powiatowego, czyli w Pałacu Sandomierskim. W okresie międzywojennym muzeum często zmieniało siedzibę. Po dwóch latach przeniesiono zbiory do kamienicy Stefana Hempla. Następnie muzeum miało swą siedzibę w salach Wytwórni Broni.
W 1945 placówkę ulokowano w znacjonalizowanym budynku Banku Handlowego przy ulicy Piłsudskiego 12. Od 1976 roku główną siedzibą instytucji jest gmach dawnego Kolegium oo. Pijarów, usytuowany przy radomskim Rynku.
Budynek został wzniesiony w latach 1734–56 według projektu Antonio Solariego – kierownika przebudowy Zamku Królewskiego w Warszawie w okresie panowania Augusta III Sasa. W latach 1818–20 gmach Solariego uzupełniono o nowe skrzydło, którego najbardziej charakterystycznym elementem jest usytuowana od strony Rynku siedemnastoosiowa fasada ozdobiona czterokolumnowym portykiem toskańskim utrzymanym w wielkim porządku. Od strony ulicy Wałowej, przy skrzyżowaniu z dawnym traktem krakowskim, w budynek wkomponowane są dawne mury obronne z czasu panowania Kazimierza Wielkiego (fragment blankowanego muru, jedna baszta oraz relikty jednej z trzech bram wjazdowych Nowego Radomia, zw. iłżecką lub krakowską).